# Pero uniformis
Pero uniformis är en fjärilsart som beskrevs av W. Warren 1897. Pero uniformis ingår i släktet Pero och familjen mätare. Inga underarter finns listade i Catalogue of Life.